# Resolutie 513 Veiligheidsraad Verenigde Naties
Resolutie 513 van de Veiligheidsraad van de Verenigde Naties werd met unanimiteit van stemmen aangenomen op 7 juli 1982.

## Achtergrond
Begin juni 1982 viel Israël ter vergelding van de moordpoging op zijn ambassadeur Shlomo Argov in Londen de Palestijnse PLO aan in Beiroet. Die laatste reageerde met beschietingen van Israël, waarna die Libanon binnenviel. Daarop volgde een wekenlange oorlog, waarin tienduizenden doden vielen.

## Inhoud
De Veiligheidsraad:
- Is gealarmeerd door het voortdurende lijden van de Libanese en Palestijnse bevolking in Zuid-Libanon en West-Beiroet.
- Verwijst naar de Geneefse Conventies en de Haagse Conventie.
- Bevestigt nogmaals de resoluties 508, 509 en 512.

1. Roept op tot respect voor de rechten van de bevolking en keurt geweld gericht tegen hen af.
2. Roept verder op vitale voorzieningen als water, elektriciteit, voedsel en medische voorzieningen te herstellen, vooral in Beiroet.
3. Prijst de inspanningen van de secretaris-generaal en de acties van de internationale agentschappen om het lijden van de bevolking te verlichten, en vraagt hen deze voort te zetten om hun welslagen te verzekeren.

## Verwante resoluties
- Resolutie 511 Veiligheidsraad Verenigde Naties
- Resolutie 512 Veiligheidsraad Verenigde Naties
- Resolutie 515 Veiligheidsraad Verenigde Naties
- Resolutie 516 Veiligheidsraad Verenigde Naties

Lijst ·  500 ·  501 ·  502 ·  503 ·  504 ·  505 ·  506 ·  507 ·  508 ·  509 ·  510 ·  511 ·  512 ·  513 ·  514 ·  515 ·  516 ·  517 ·  518 ·  519 ·  520 ·  521 ·  522 ·  523 ·  524 ·  525 ·  526 ·  527 ·  528